# Rosa abyssinica
Rosa abyssinica — вид рослин з родини розових (Rosaceae); поширений на північному сході Африки та в Ємені.

## Опис

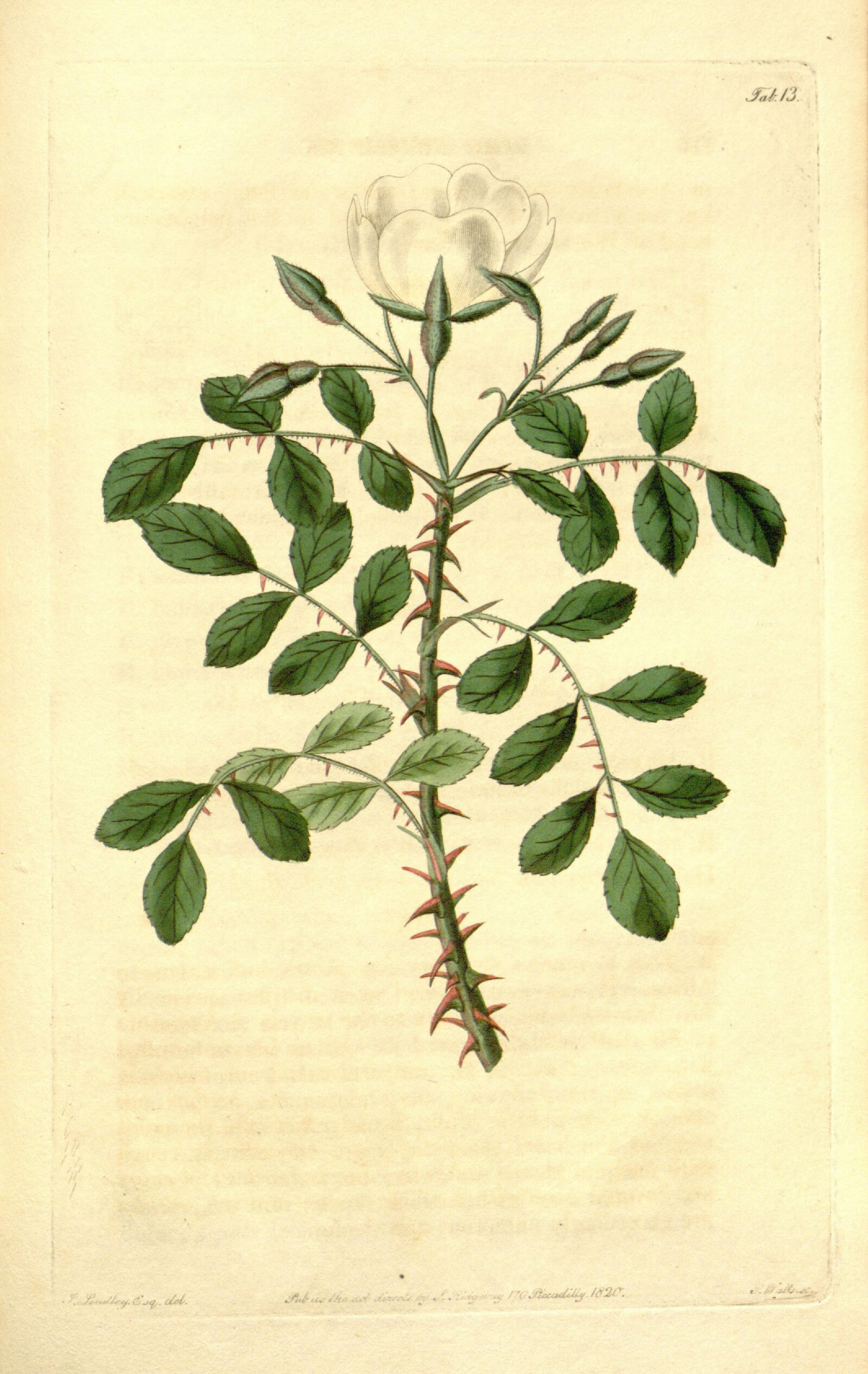
ілюстрація

Це колючий вічнозелений кущ, повзучий або часто виткий, здатний сформувати невелике дерево заввишки до 7 метрів. Колючок мало, трохи вигнутих від широкої основи і всі подібні. Листочків 7, вузько-яйцюваті, 1–6 см, кінчик гострий, край зубчастий, на короткій ніжці, яка крилата прилистками. Квітки запашні, біло-блідо-жовті, зазвичай по 3–20 у суцвітті; чашолистки довгі, вузькі та волохаті, незабаром падають; пелюстків 5, довжиною ≈ 2 см; тичинки численні. Плоди спочатку зелені, згодом дозрівають до оранжево-червоних, вони довжиною ≈ 2 см, м'ясисті.

## Поширення
Країни поширення: Еритрея, Ефіопія, Сомалі, Судан, Ємен.